# The Garden
The Garden – trzeci album studyjny Zero 7 wydany 22 maja 2006.

## Lista utworów
1. Futures
2. Throw It All Away
3. Seeing Things
4. The Pageant of the Bizarre
5. You're My Flame
6. Left Behind
7. Today
8. This Fine Social Scene
9. Your Place
10. If I Can't Have You
11. Crosses
12. Waiting to Die

## Muzycy
- Henry Binns
- Sam Hardaker
- Sia Furler
- José González